# Bedlovnice zlatá
Bedlovnice zlatá (Phaeolepiota aurea) je jedlá houba z čeledi límcovkovitých, jediný zástupce rodu bedlovnice. Bedlovnice je zlatá až světlá mykorozní houba měřící až 15 cm, lupeny jsou v mládí zakryté plachetkou. Výtrusy jsou střední velikosti a mají hnědou barvu.

## Výskyt
Bedlovnice zlatá roste od srpna do října. Vyskytuje se především na místech bohatých na dusík.

## Synonyma
- Agaricus aureus Matt.1777
- Agaricus aureus var. herefordensis Cooke 1883
- Agaricus aureus var. vahlii (Schumach.) Cooke 1884
- Agaricus caperatus sensu Cooke 1885
- Agaricus spectabilis Weinm., in Fries 1824
- Agaricus vahlii Schumach.1803
- Cystoderma aureus (Matt.) Kühner & Romagn.
- Cystoderma aureum (Matt.) Kühner & Romagn. 1953
- Fulvidula spectabilis (Weinm.) Romagn. 1937
- Gymnopilus junonius var. spectabilis (Weinm.) anon.{?}
- Lepiota pyrenaea Quél.1887
- Phaeolepiota aurea (Matt.) Konrad & Maubl.
- Pholiota aurea (Fr.) Kumm
- Pholiota aurea (Matt.) Pers. 1801
- Pholiota aurea var. herefordensis (Cooke) Sacc. 1887
- Pholiota aurea var. valhii (Cooke) Sacc. 1887
- Pholiota caperata sensu Kummer 1871
- Pholiota spectabilis (Weinm.) P. Kumm. 1871
- Pholiota vahlii (Schum.); Petersen
- Pholiota vahlii Weinm.
- Rozites caperatus sensu Cooke
- Togaria aurea (Matt.) W.G. Sm. 1908
- Togaria caperata W.G. Smith 1908
- Šupinovka zlatá
- Hnědobedla zlatá